# Poniedziałek Wielkanocny
Poniedziałek Wielkanocny (zwany też lanym poniedziałkiem) – drugi dzień świąt Wielkanocy, stanowiący w Polsce dzień wolny od pracy.
W polskiej tradycji tego dnia polewa się dla żartów wodą inne osoby. Polewanie wodą nawiązuje do dawnych praktyk pogańskich, łączących się z symbolicznym budzeniem się przyrody do życia i co roku odnawialnej zdolności ziemi do rodzenia. Do dziś zwyczaj kropienia wodą święconą pól w poniedziałkowy ranek przez gospodarzy jest spotykany we wsiach na południu Polski. 
Tradycją Poniedziałku Wielkanocnego na wsiach było (i jest do dzisiaj w niektórych regionach południowej Polski) robienie psikusów sąsiadom. Zamieniano bramy, na dachach umieszczano narzędzia rolnicze, chowano wiadra na wodę. 
Zwyczajem zachowanym w Pietrowicach Wielkich koło Raciborza oraz w Ostropie (dzielnica Gliwic), a także w Żędowicach (woj. opolskie) jest procesja konna, w której bierze udział również ksiądz. Po uroczystej mszy w intencji dobrych urodzajów orszak objeżdża pola, które kapłan poświęca. Dziady śmigustne, maszkary grające na blaszanym rożku pojawiają się o świcie w Lany Poniedziałek w okolicach Limanowej. Popularny niegdyś był zwyczaj chodzenia z kurkiem po dyngusie; na wózku dyngusowym wożono koguta (z czasem zastąpionego figurą glinianą czy z ciasta), który był symbolem urodzaju. Natomiast w Krakowie do dzisiejszego dnia zachował się Emaus, odpust przy klasztorze Norbertanek na Salwatorze.
Poniedziałek Wielkanocny może wypaść w okresie od 23 marca do 26 kwietnia.